# Human Clay
Human Clay (englisch für Menschlicher Lehm) ist das zweite Studioalbum der US-amerikanischen Rockband Creed und wurde am 28. September 1999 veröffentlicht. Es war das vorerst letzte Album mit Brian Marshall am Bass. Kurz nach der Tour verließ er Creed im August 2000, um sich 2009 im Zuge einer Reunion wieder der Band anzuschließen und das Album Full Circle aufzunehmen.

## Titelliste

### Original
1. Are You Ready? (Scott Stapp, Mark Tremonti) – 4:45
2. What If (Scott Stapp, Mark Tremonti) – 5:18
3. Beautiful (Scott Stapp, Mark Tremonti) – 4:20
4. Say I (Scott Stapp, Mark Tremonti) – 5:15
5. Wrong Way (Scott Stapp, Mark Tremonti) – 4:19
6. Faceless Man (Scott Stapp, Mark Tremonti) – 5:59
7. Never Die (Scott Stapp, Mark Tremonti) – 4:51
8. With Arms Wide Open (Scott Stapp, Mark Tremonti) – 4:35
9. Higher (Scott Stapp, Mark Tremonti) – 5:17
10. Wash Away Those Years (Scott Stapp, Mark Tremonti) – 6:04
11. Inside Us All (Scott Stapp, Mark Tremonti) – 5:49

### Bonustitel
Die Originalpressung, die in den Vereinigten Staaten veröffentlicht wurde, enthält elf Tracks. Es gibt noch weitere Versionen, die unterschiedliche Bonuslieder enthalten. Sie alle enthalten das Bonusstück Young Grow Old an zwölfter Stelle. Die UK-Pressung des Labels Epic Records enthält noch eine Hidden-Track-Version von With Arms Wide Open. In den Niederlanden erschien am 28. Mai 2002 bei Sony eine Doppel-CD mit einer akustischen Version von What’s This Life For, der Single-Version von Higher, einer überarbeiteten Version von Is This the End und dem weiteren Bonustrack To Whom It May Concern. Die für den australischen Markt bestimmte Pressung vom 1. Mai 2001 enthält neben drei Abwandlungen eigener Lieder und dem Bonuslied To Whom It May Concern auch ein Live-Cover des Liedes Roadhouse Blues von The Doors.
- Young Grow Old (Scott Stapp, Mark Tremonti) – 4:46
- To Whom It May Concern (Scott Stapp, Mark Tremonti) – 5:11
- Roadhouse Blues (Scott Stapp, Mark Tremonti) – 5:51
- What’s This Life For? (Scott Stapp, Mark Tremonti) – 4:23
- With Arms Wide Open (Scott Stapp, Mark Tremonti) – 3:56
- Is This the End (Scott Stapp, Mark Tremonti) – 6:15
- What’s This Life For? (Scott Stapp, Mark Tremonti) – 4:23 (akustische Version)
- Higher (Scott Stapp, Mark Tremonti) – 4:44 (Single Edit)

### Informationen zu einzelnen Titeln
- Are You Ready? war die letzte Single von Human Clay und wurde außerdem auch auf dem NASCAR-Sampler Full Throttle (2001) und dem Harley-Davidson-Sampler Ride (2005) veröffentlicht.
- What If handelt von all jenen, die die Lieder des Erstlingswerks My Own Prison kritisierten und der Band trotz des Erfolgs jegliche Zukunftsaussichten absprachen: What if your words could be judged like a crime? (zu deutsch: „Was wäre, wenn man deine Worte wie ein Verbrechen beurteilen könnte?“). Das Lied wurde als zweite Single ausgekoppelt und zudem für den Soundtrack von Scream 3 verwendet, an dessen Produktion sich Creed beteiligte. In dem dazugehörigen Video spielt David Arquette den Sicherheitsbeamten eines Filmstudios, auf dessen Set der Killer Ghostface umgeht. Die Bandmitglieder, die sich mit Begleiterinnen ebenfalls am Set aufhalten, werden nach und nach scheinbar umgebracht.
- Beautiful ist Scott Stapps Abrechnung mit einer Ex-Freundin, die ihn erst abserviert hatte und nach den ersten Erfolgen der Band wieder zurückerobern wollte.[1]
- Faceless Man: Eine gängige Interpretation des Textes unter Fans ist, dass es sich bei dem „Faceless Man“ (zu deutsch: Gesichtsloser Mann) um Jesus handelt. Sänger Scott Stapp möchte jedoch die Interpretation offenlassen. Auf seinem 2005 erschienenen Soloalbum The Great Divide nimmt er erneut Bezug auf den Faceless Man: “So here I stand alone again, talking to my faceless friend” (zu Deutsch: Und so stehe ich hier wieder für mich allein, spreche zu meinem gesichtslosen Freund).
- With Arms Wide Open: Den Text schrieb Scott Stapp, als er erfuhr, dass er Vater werden würde. Das Lied führte im November 2000 für eine Woche die Billboard Hot 100[2] an. Das dazugehörige Video erreichte Platz 1 der Video-Charts von VH1 und wurde von dem Sender auf Platz vier der 25 besten Power-Balladen gewählt.[3] Bei den Grammy Awards 2001 wurde das Lied als „Bester Rocksong“ des Jahres ausgezeichnet.[4] Eine limitierte Single-Version wurde zugunsten der von Scott Stapp gegründeten Organisation „With Arms Wide Open Foundation“ veröffentlicht.[5]
- Higher ist die erste Single aus Human Clay. Das Lied handelt von luziden Träumen. Stapp hatte diese Technik angewandt, um einen Alptraum loszuwerden und als Abschluss seinen Erfahrungsbericht vertont.[1]

## Remasterte Deluxe-Edition 2024
Die remasterte Deluxe-Edition von Human Clay wurde am 16. August 2024 zum 25-jährigen Jubiläum des Albums veröffentlicht. Sie erschien in verschiedenen Formaten:
- 2-CD-Edition:
  - Disc 1 enthält das komplett remasterte Originalalbum mit 11 Tracks sowie 3 Bonustracks, unter anderem eine remasterte Streicherfassung von With Arms Wide Open, die bisher unveröffentlichten Tracks Young Grow Old, To Whom It May Concern und Is This the End? (Scream Edit)
  - Disc 2 beinhaltet einen bisher unveröffentlichten Livemitschnitt eines Konzerts vom 4. November 1999 in San Antonio, Texas mit 14 Tracks.

- 2-LP-Edition:
  - Erschien als limitierte Edition auf grauem Rauchvinyl.

- Digitale Edition:
  - Enthält insgesamt 34 Tracks, darunter das remasterte Album, neun Bonustracks und den kompletten Livemitschnitt.

Alle Tracks wurden für die Neuauflage 2024 digital remastert, um eine verbesserte Klangqualität zu erzielen.

## Singleauskopplungen
- 1999: Higher
- 2000: What If
- 2000: With Arms Wide Open
- 2000: Are You Ready

## Kritiken
Ähnlich wie der Vorgänger wurde das Album von Kritikern und Fans sehr gut aufgenommen. Im Magazin Rock Hard wurden von Buffo Schnädelbach 9 von 10 möglichen Punkten vergeben. Hierzu wurde folgende Kritik gedruckt: „In den USA haben die Jungs aus Tallahassee/Florida längst den verwaisten Thron des einstmaligen Grunge-Flaggschiffs Pearl Jam eingenommen. Fast vier Millionen verkaufte Exemplare ihres glänzenden My Own Prison-Debüts alleine im Lande der unbegrenzten Möglichkeiten sprechen eine deutliche Sprache. Creed haben die Meßlatte also nicht nur in musikalischer, sondern auch in kommerzieller Hinsicht verdammt hoch gelegt. Trotzdem wird das Zweitwerk der christlich angehauchten Combo den hohen Erwartungen zu jeder Sekunde vollauf gerecht. Speziell in puncto Produktion konnte das melancholische Quartett mit seinem fragilen bis wuchtigen Sound irgendwo in der Schnittmenge zwischen Soundgarden, den Stone Temple Pilots und eben Pearl Jam einige Schippen draufpacken. Und im Hinblick auf die Musik stellen Creed auf Human Clay erneut ihre herausragenden Fähigkeiten als Songschreiber unter Beweis. Absoluter Höhepunkt sind wie auf dem Erstling die Balladen, von denen die Band mit Faceless Man, Arms Wide Open, Higher, Wash Away Those Years und Inside Us All diesmal gleich vier (allesamt potentielle Hitsingles/Hymnen mit Tiefgang) am Start hat. Aber auch härtere Weisen wie Are You Ready, What If und der internationale (?) Bonustrack Young Grow Old sind nicht ohne. Und daß Scott Stapp völlig zu Recht als der neue Eddie Vedder gehandelt wird, beweist die introvertiert-schwermütige Frontröhre bei nahezu jedem Track. Human Clay ist somit nicht nur Balsam für die Psyche, sondern auch das Licht am Ende des Tunnels für alle von Herzeleid und anderen Depressionen gebeutelten Seelen. Dafür geht neben neun satten Punkten noch ein ganz persönliches Dankeschön über den großen Teich!“

## Kommerzieller Erfolg

### Chartplatzierungen
| ChartsChartplatzierungen       | Höchstplatzierung | Wochen |
| ------------------------------ | ----------------- | ------ |
| Deutschland (GfK)              | 9 (32 Wo.)        | 32     |
| Österreich (Ö3)                | 11 (39 Wo.)       | 39     |
| Schweiz (IFPI)                 | 35 (10 Wo.)       | 10     |
| Vereinigte Staaten (Billboard) | 1 (105 Wo.)       | 105    |
| Vereinigtes Königreich (OCC)   | 29 (4 Wo.)        | 4      |

| ChartsJahrescharts (2001) | Platzierung |
| ------------------------- | ----------- |
| Deutschland (GfK)         | 68          |
| Österreich (Ö3)           | 38          |

### Auszeichnungen für Musikverkäufe
Human Clay wurde in den Vereinigten Staaten mit 11-mal Platin ausgezeichnet und zählt damit zu den 100 meistverkauften Alben des Landes. Insgesamt setzte das Album laut Schallplattenauszeichnungen weltweit über 12,5 Millionen Exemplare ab.
| Land/Region                  | Auszeichnungen für Musikverkäufe (Land/Region, Auszeichnung, Verkäufe) | Verkäufe   |
| ---------------------------- | ---------------------------------------------------------------------- | ---------- |
| Australien (ARIA)            | 4× Platin                                                              | 280.000    |
| Dänemark (IFPI)              | Gold                                                                   | 25.000     |
| Deutschland (BVMI)           | Gold                                                                   | 150.000    |
| Indonesien (ASIRI)           | Gold                                                                   | 25.000     |
| Kanada (MC)                  | 6× Platin                                                              | 600.000    |
| Malaysia (RIM)               | Gold                                                                   | 15.000     |
| Neuseeland (RMNZ)            | 5× Platin                                                              | 75.000     |
| Norwegen (IFPI)              | Platin                                                                 | 50.000     |
| Österreich (IFPI)            | Gold                                                                   | 25.000     |
| Philippinen (PARI)           | Gold                                                                   | 15.000     |
| Schweden (IFPI)              | Gold                                                                   | 40.000     |
| Singapur (RIAS)              | Gold                                                                   | 7.500      |
| Südafrika (RISA)             | 3× Platin                                                              | 150.000    |
| Vereinigte Staaten (RIAA)    | 11× Platin                                                             | 11.000.000 |
| Vereinigtes Königreich (BPI) | Gold                                                                   | 100.000    |
| Insgesamt                    | 9× Gold · 20× Platin · 1× Diamant ·                                    | 12.557.500 |